# 不名誉除隊
不名誉除隊（ふめいよじょたい、英語: Dishonorable discharge）とは、アメリカ軍人に対する懲戒処分の1つ。

## 概要
懲戒除隊の１つで軍刑務所への収監を伴う。UCMJでは現役軍人に加え、動員された州兵、予備役、士官学校生徒に対し、平時にはアメリカおよび受入国の法律を遵守するように求めている。
不名誉除隊の対象となる犯罪は、主に下記の7つ：
- 殺人/過失致死（Murder/Manslaughter）
- 詐欺（Fraud）
- 脱走（Desertion）
- 反逆（Treason）
- 間諜（Espionage）
- 性暴行（Sexual assault）
- 無許可離隊（Being Absent Without Leave, AWOL）

多くの場合受けるのは下士官兵。士官が有罪判決を受けた場合は解任、あるいは依願退職となる。解任された士官には解任通知書（Dismissal Notice）が送られる。これは不名誉除隊と同等の処分とみなされる。
一般除隊と比べ大きな社会的不利を被ることになる。退役軍人省は、原則として不名誉除隊者に給付金（医療給付、障害補償、教育給付、住宅ローンなど）を支給しない。銃器を所有する権利など一部の市民権も剥奪される。一部の連邦機関では不名誉除隊者の採用を認めていない。除隊時の引越給付も、通常は家財道具の輸送、移動に必要な食事と宿泊費、本人と扶養家族の引越し費用を含めた額が支給されるが、不名誉除隊者には最も安価な交通手段の片道切符代のみ支給される。州政府のホームレス支援においても一般除隊者が受けられる退役軍人向け支援を受けられなくなる場合がある。国防総省および退役軍人省が提供する葬儀・埋葬支援も受けられない場合がある。
不名誉除隊者は、除隊不服申立審査委員会（Discharge Appeal Review Board）を通じて、除隊資格の格上げの請求も可能。
2017年の報告によれば、退役軍人のうち1%が懲戒除隊処分を受けていた。2016年の報告によれば、不名誉除隊者は除隊者全体のわずか0.1%ほどだった。
イギリス軍と同じく将校または陸海空軍士官候補生のみ、将校及び紳士に相応しくない行為も不名誉除隊の理由となる。